# يان مونرو
يان مونرو هو عالم حاسوب كندي، ولد في 10 يوليو 1947.